# Madison West
Madison West Gill (* in Austin, Texas) ist eine US-amerikanische Schauspielerin.

## Leben
Geboren und aufgewachsen in Austin, besuchte sie nach ihrem High-School-Abschluss die University of Southern California. Dort studierte sie erfolgreich Schauspiel, Film, Kunst und Französisch, dieses sie fließend spricht. Ihren ersten Berufswunsch als Maschinenbauingenieurin verwarf sie zu Gunsten der Schauspielerei, als sie 2003 den Film Fluch der Karibik sah. Zu Beginn ihrer Schauspiellaufbahn trat sie mit ihrem vollen Namen in Erscheinung. Ihr Fernsehschauspieldebüt gab sie 2012 in zwei Episoden der Fernsehserie The Neighbors. Bis einschließlich 2014 wirkte sie in verschiedenen Kurzfilmproduktionen mit. 2015 war sie in einer Episode der Fernsehdokuserie Deadly Sins – Du sollst nicht töten zu sehen. 2016 wirkte sie im Musikvideo zum Lied Black Honey der Gruppe Thrice mit. 2018 erhielt sie zwei größere Rollen in Low-Budget-Filmen. So war sie in der Rolle der Daize in der Gebrüder Jon und James Kondelik Filmproduktion Jurassic Galaxy zu sehen und spielte im selben Jahr die Rolle der Chloe in der The Asylum Filmproduktion Hornet – Beschützer der Erde. 2020 erhielt sie eine Nebenrolle im Film Mank. Seit 2023 ist sie in der Fernsehserie Shatter Belt in der Rolle der Terry zu sehen.

## Filmografie (Auswahl)
- 2012: The Neighbors (Fernsehserie, 2 Episoden, verschiedene Rollen)
- 2012: Heart to Heart (Kurzfilm)
- 2012: Angel (Kurzfilm)
- 2014: Born Again (Kurzfilm)
- 2014: Hello (Kurzfilm)
- 2015: Deadly Sins – Du sollst nicht töten (Deadly Sins, Fernsehdokuserie, Episode 4x08)
- 2016: Precious Cargo
- 2016: Two on the Run (Kurzfilm)
- 2017: Making a Scene with James Franco (Fernsehserie, Episode 3x07)
- 2018: Jurassic Galaxy
- 2018: Hornet – Beschützer der Erde (Hornet)
- 2019: Woman Up (Fernsehserie)
- 2020: Threshold
- 2020: Mank
- 2022: Good Trouble (Fernsehserie, Episode 4x10)
- seit 2023: Shatter Belt (Fernsehserie)